# خافيير نافارو رودريغيز
خافيير نافارو رودريغيز (بالإسبانية: Javier Navarro Rodríguez) هو لاعب كرة قدم إسباني في مركز نصف الجناح، ولد في 1997 في برشلونة في إسبانيا. لعب مع نادي قادش.

## وصلات خارجية
- خافيير نافارو رودريغيز على موقع Soccerway.com (الإنجليزية)